# Fryderyk (książę Hohenzollern-Hechingen)
Friedrich Hermann Otto (ur. 22 lipca 1776 w Namur, zm. 13 września 1838 w Hechingen) – książę Hohenzollern-Hechingen. W chwili kiedy został monarchą, jego władztwo wchodziło w skład Związku Reńskiego. Należące do Związku państwa były formalnie suwerenne – mogły prowadzić politykę zagraniczną, w praktyce znajdowały się jednak pod przemożnym wpływem cesarza Francuzów Napoleona I. Pozostawało nim do 1813. W 1815 zostało członkiem Związku Niemieckiego (będącego luźną konfederacją państw).

## Pochodzenie i wykształcenie

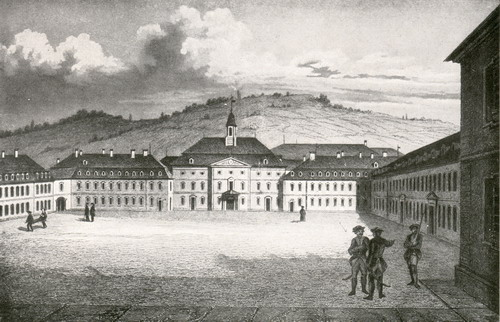
Hohe Karlsschule w Stuttgarcie

Ojcem Fryderyka był Herman książę Hohenzollern-Hechingen (1751-1810). Jego matką była Maximilienne Albertine Jeanne księżniczka de Gâvre (1753-1778). Następca tronu został ochrzczony w katedrze Namur w dzisiejszej Belgii.
W 1790 r. Fryderyk został wysłany na naukę w poważanej szkole Hohe Karlsschule w Stuttgarcie, znanej ze swego wojskowego drylu. Fryderyk Schiller uczył się w niej krótko przed księciem Fryderykiem. Po studiach na licznych niemieckich uniwersytetach Fryderyk został przedstawicielem przy Radzie dworskiej Rzeszy w Wiedniu.

## Kariera dyplomatyczna i małżeństwo
Następca tronu Fryderyk prowadził już od młodych lat trudne negocjacje dyplomatyczne. W 1800 r. uzyskał od cesarza Świętego Cesarstwa Rzymskiego, że tytuł Księcia Rzeszy będzie przysługiwał także aktualnemu następcy tronu i prawo to będzie obowiązywało także jego potomków. Pomimo ciasnych więzi z Habsburgami osiągnął w negocjacjach z Francją, że księstwo zostanie zwolnione z wysokich kontrybucji.
26 kwietnia 1800 r. poślubił Fryderyk w Pradze zamożną Luizę Paulinę Marię Biron, księżniczkę żagańską. Z małżeństwa urodził się syn Fryderyk Wilhelm Konstantyn (1801-1869). Ze swoją żoną mieszkał Fryderyk około roku w Pałacu Kurlandzkim w Berlinie.

## Oficer Napoleona
W 1801 r. ojciec wysłał go do Paryża z misją uzyskania zadośćuczynienia za utracone dobra w Holandii. Spowinowacona z Fryderykiem księżna Amalie von Hohenzollern-Sigmaringen, poznała go z ówczesnym konsulem Napoleonem Bonaparte, jego żoną Józefiną de Beauharnais i z francuskim ministrem spraw zagranicznych Talleyrandem. W 1803 rzeczywiście otrzymało księstwo jako zastępstwo za stracone po pokoju w Lunéville włości klasztory Stetten i St. Luzen oraz Rangendingen i majątek Hirschlatt.
W 1805 rozstała się z nim żona Paulina, jednak nie doszło do rozwodu. Paulina urodziła pozamałżeńską córkę Marię Wilson. Ojcem dziewczynki był Louis Victor Mériadec de Rohan (1766-1846), mąż siostry Pauliny – Wilhelminy Żagańskiej. Wspólny syn, następca tronu Konstantyn, został zabrany Paulinie i oddany opiekunce.
Po wejściu księstwa do Związku Reńskiego w 1806 Fryderyk walczył jako oficer Napoleona. Początkowo był adiutantem brata Napoleona Hieronima Bonaparte. W 1806 r. oblegał on twierdzę Głogów, a później rodzinne miasto swojej żony Żagań. Jego ojciec książę Hermann ogłosił święto dziękczynne „za postępy napoleońskiej armii”. W 1809 r. został Fryderyk adiutantem króla Neapolu Joachima Murata, męża siostry Napoleona Karoliny Bonaparte. Podczas inwazji na Rosję w 1812 r. odniósł Fryderyk ciężkie rany, z których nigdy całkiem nie wyzdrowiał.

## Weteran wojenny

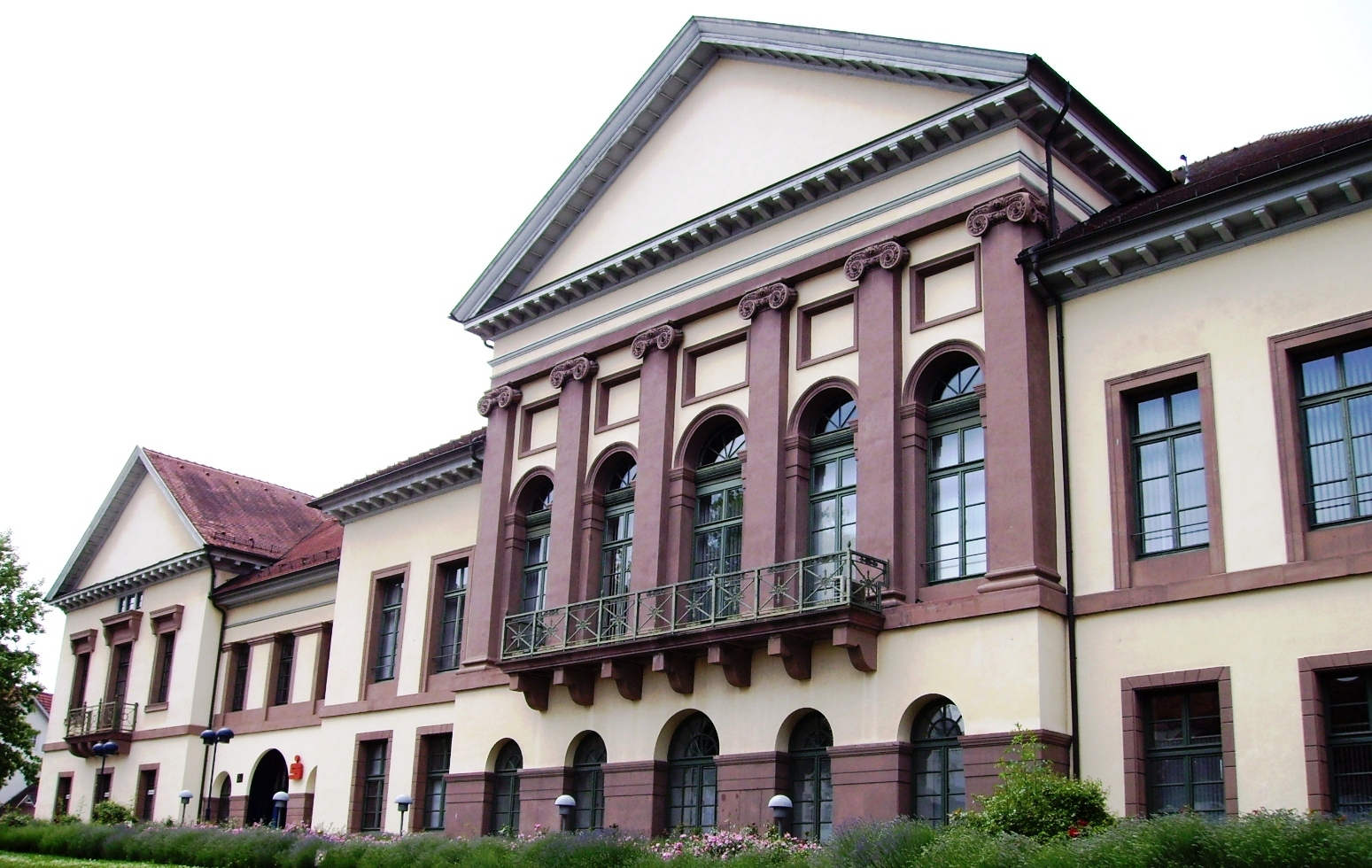
Nowy Zamek w Hechingen

Po śmierci swojego ojca Fryderyk został w 1810 r. księciem Hohenzollern-Hechingen. W ostatnim momencie zdołał po bitwie pod Lipskiem wystąpić ze Związku Reńskiego i przejść na stronę koalicji antyfrancuskiej. Na kongresie wiedeńskim w 1815 r. stało więc księstwo po stronie zwycięzców i otrzymało od Francji reparacje wojenne, które zostały wydane przez księcia na budowę Nowego Zamku w Hechingen. Księstwo Hohenzollern-Hechingen przystąpiło do Związku Niemieckiego i było kierowane rozważnie, pomimo wysokiego długu, przez księcia Fryderyka. Jego syn Konstantyn musiał, z powodu złego stanu zdrowia ojca, już wtedy włączać się w działalność rządu.
16 lipca 1819 książę Fryderyk spotkał się z późniejszym królem pruskim Fryderykiem Wilhelmem IV w ruinach zamku Hohenzollern. W swoim liście z 17 marca 1820 r. wyraził prośbę, by Fryderyk Wilhelm IV porozmawiał o odbudowie zamku z urzędującym królem Fryderykiem Wilhelmem III. Początkowo zostały przygotowane jedynie romantyczne ruiny. Fryderyk Wilhelm IV zrealizował pomysł pełnej odbudowy dopiero dwadzieścia lat później.
Książę cierpiał zarówno z powodu ran wojennych, jak i z powodu nieszczęśliwego małżeństwa z Pauliną, które trwało tylko na papierze. W liście do księcia Karola von Hohenzollern-Sigmarignen z roku 1825 pisał: „Tak, mój przyjacielu, cierpię bardzo, bardzo, zarówno z upadku mego ciała, jak i całkowitego rozdarcia umysłu, ale cicho, cicho o tym”. Fryderyk wyjeżdżał czasami do Baden na kuracje.

## Mecenas sztuki i reformator

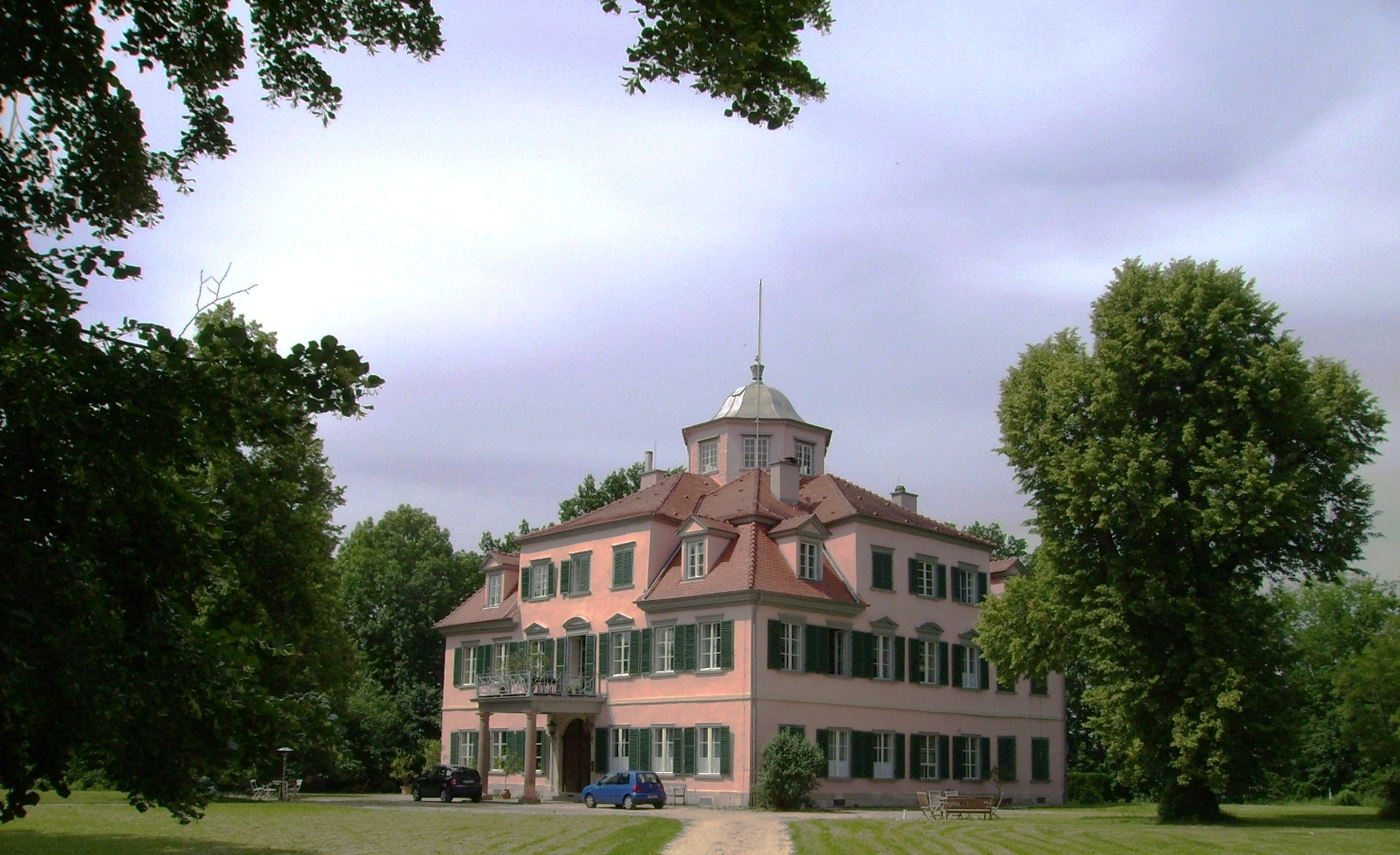
zamek Lindich pod Hechingen

Syn Fryderyka Konstantyn ożenił się 22 maja 1826 r. z pobożną Eugenią de Beauharnais – wnuczką Józefiny. Stary książę rezydował w miesiącach letnich w położonym pod miastem zamku Lindich, gdzie zapraszał znanych szwabskich poetów jak Ludwig Uhland czy Justinus Kerner. Ponieważ Nowy Zamek nie mógł być ukończony z braku środków, wykorzystywał Fryderyk w miesiącach zimowych leżący naprzeciwko stary budynek biurowy zwany starym zamkiem. Następca tronu Konstantyn i synowa Eugenia zajęli willę Eugenia.
W roku 1833 wydał książę Fryderyk Ogólny regulamin szkolny. W roku 1835 wydał nowe rozporządzenie o samorządzie miejskim. Urzędnika miejskiego i pisarza miejskiego miał odtąd mianować książę. Burmistrz i rada miejska mieli być wybierani. Rada ze swego grona wyznaczała miejskiego księgowego, celnika i miejskiego architekta. Nieco później nowe prawo wyborcze uregulowało Landesdeputation, pierwszy organ reprezentujący lud w księstwie.
Fryderyk był uznawany za „bardzo prostego w całym swoim życiu, o głębokim humanizmie i wyższym naukowym wykształceniu”. W ostatnich latach życia zdrowie księcia pogarszało się coraz bardziej. Pełna oddania Eugenia pielęgnowała swego teścia do jego śmierci 13 września 1838 roku na zamku Lindich. Fryderyk przeżył 62 lata.

## Odznaczenia
- 1818 Wielki krzyż Orderu Korony Wirtemberskiej[2].

## Literatura
- Anton-Heinrich Buckenmaier, Michael Hakenmüller: Friedrich-Wilhelm Constantin. Der letzte Fürst. Glückler, Hechingen 2005